# Commanderie de Reims
La Commanderie de Reims était une commanderie dont l'origine remonte aux Templiers et qui fut dévolue aux Hospitaliers qui se situait dans l'enceinte de la ville de Reims, dans le département de la Marne.

## Description géographique

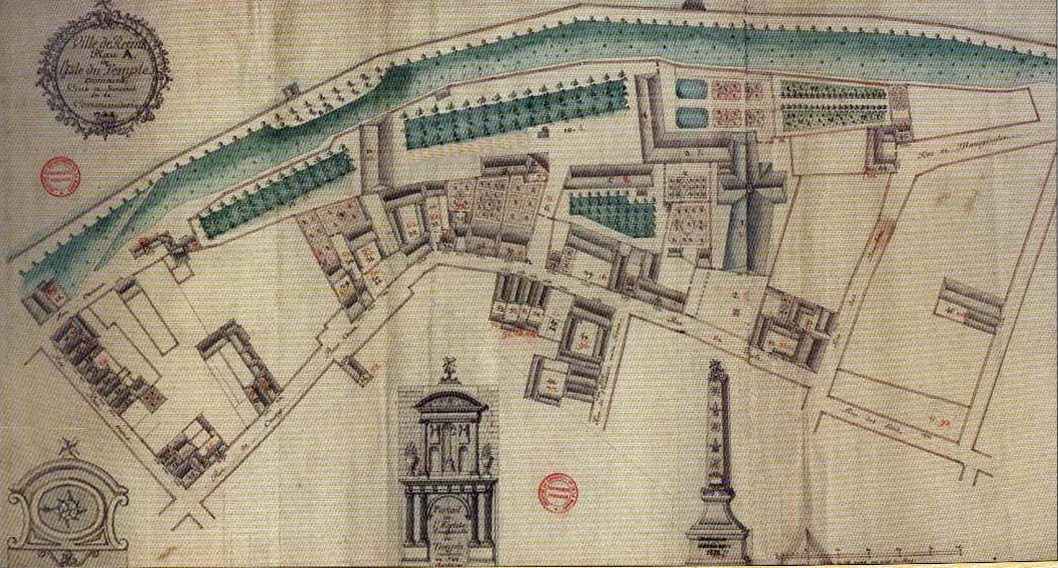
L'emprise de la Commanderie jouxtant l'enceinte fortifié de la ville de Reims, carte de 1788.

Le siège de la commanderie se trouvait rue du Temple, entre la porte de Mars et la rue Linguet et la chapelle, aujourd'hui disparue, occupait l'emplacement des maisons no 15 et 17. Il y avait aussi d'autres maisons: une dans l'enclos du Temple, deux derrière le jardin, une rue des Bouchers, mais également rue Montginglon, rue Neuve, rue des Telliers, rue des Templiers, près du cimetière St Jacques, près de la porte Cérès et sept rue du Temple.

## Historique
Elle est  fondée en 1170 à l'emplacement de l'église de la Trinité alors en ruine et louée avec le terrain par Henri, Archevêque de Reims aux Templiers de La Neuville,. Ils y construiront un hôtel, un manoir seigneurial, un colombier, un auditoire et auront droit de haute et basse justice dans l'enceinte. Ils fondent aussi une école.
Reims était le chef-lieu de la baillie. Après la destruction de l'Ordre, la commanderie est dévolue à l'ordre de Saint-Jean de Jérusalem. Sur la place devant la chapelle se trouvait une croix pattée où se déroulait à la st-Georges, une foire.

### L'ordre du Temple
Les Commandeurs templiers :
| Commandeur                                                     | Période     |
| -------------------------------------------------------------- | ----------- |
| Étienne                                                        | 1170 -, ?   |
| Acelin                                                         | 1179        |
| Hugues                                                         | 1244- 1263  |
| Baro                                                           | 1263 - ?    |
| Arnoul de Wesemale, commandeur de la baillie de Reims († 1291) |             |
| Jean le Verjus                                                 | 1279 - 1291 |
| Gaucher de Liancourt (baillie de Reims)                        | 1299 - 1307 |

#### Leurs acquisitions
- 1210 : Arcis-le-Ponsart, donation par le seigneur de Lagery d'une rente de 12 septiers de blé sur la dîme[10]
- 1212 : une maison à Vouziers[11]
- 1219 : la moitié des droits de l'autel partagés avec l'abbaye d'Epernay[12]
- 1221 : Dîme de Liry[13].
- 1224/25 : Hermonville, des terres et des bois[13], puis une maison et un pressoir[14].
- 1231 : des droits sur la seigneurie de Prouilly
- 1245 : la vicomté de Berméricourt[15]
- 1259 : Prés et vignes de la Gesinière à Cauroy[16]
- 1260 : Accord au sujet des Terres et des vignes d'Hermonville reçues de l'abbaye de Saint-Thierry par Hugues, précepteur de Reims[13]
- 1271 : un moulin à Vouziers cédé par l'abbaye de Saint-Thierry[11]

Sans dates précises:
- Seigneurie de Ludes[13]

### L'ordre de Saint-jean de Jérusalem

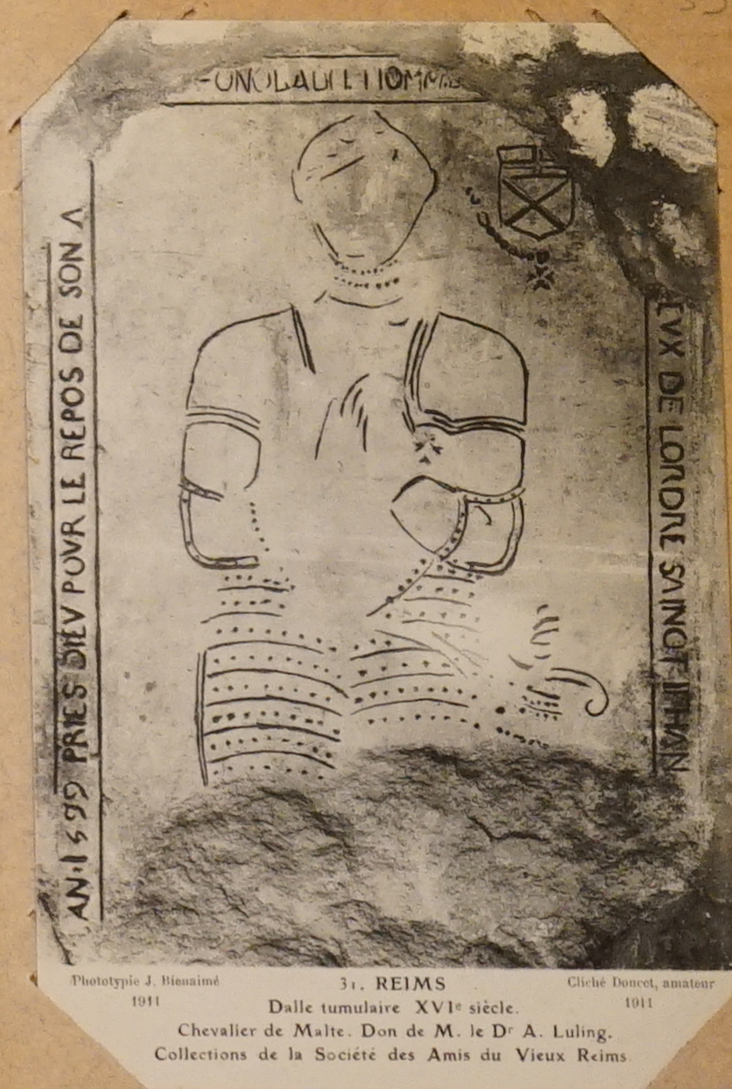
Gisant d'un chevalier.

#### Possessions
Cette liste est issue en grande partie d'un inventaire établi par Édouard de Barthélemy en 1866 à partir des documents disponibles aux archives départementales. Elle englobe toutes les acquisitions sans toujours préciser la date exacte, ce qui empêche parfois de distinguer l'ordre qui s'en porta acquéreur : 
- Ambonnay, la commanderie de Crilly, qui en était séparée jusqu'au XVIe siècle[18], et dont l'origine remonte aux hospitaliers.
- Baconnes, dès 1190, la moitié de la seigneurie. Les hospitaliers étaient donc présents dans ce secteur à l'époque des templiers. Ils vendent le domaine en 1530 pour la rançon de François Ier de France consécutive au traité de la Paix des Dames mais le rachètent en 1564[10].
- Bétheny : 7 journels, 77 perches de terres.
- Brimont : une vigne.
- Cauroy-lès-Hermonville : des prés, vignes et terres.
- Cernay-lès-Reims : la dîme du canton.
- Cierges : un tiers de dîmes et des droits sur bêtes.
- Cormicy : deux champs et un bois.
- Courcelles-lès-Rosnay : le pré du Temple, un fief, une seigneurie, droits de justice.
- Courtagnon : un tiers de dîmes et deux tiers des offrandes.
- Cunel : une moitié de dîme.
- Épernay : un pré des bois, des vignes et une maison. Biens qui proviennent de la commanderie templière de la Neuville[19]
- Époye : justice avec mairie, la justice sur un canton, un treizième de dîme.
- Fismes : cinquante arpents de terre avec droits de cens, des prés, des maisons, des droits de justice et de vinage.
- Fresne : un fief seigneurial avec mairie.
- Ludes : une seigneurie, un droit de rouage, de forage, de surcens et des bois et des champs.
- Montcornet : une maison et 40 arpens de terres.
- Monthelon : des vignes, desdroits de cens et d'obole.
- Mont-Saint-Remy : une terre et un droit seigneurial.
- Nanteuil-la-Fosse : deux chapelles et un droit de dîme.
- Ormont, cf. Breuil (Marne): un couvent[20].
- Pouillon: une vigne.
- Prouilly (Proley): rentes de 12 setiers, de 8 muids, de 20 sols, de 10 sols ainsi que vigne et chapellenie qu'ils tenaient d'Ebalus, seigneur de Prouilly et d'Agnès sa femme.
- Romain : basse justice, des rentes et cens en grain, en argent, des revenus de l'autel, un quart de fauchée des prés, des maisons des terres, de la vigne.
- Saint-Hillier : un quarante-huitième de dîme.
- Savigny-sur-Aisne : un tiers de dîme.
- Sugny : une moitié et un autre quart de dîme.
- Vaudesaincourt : dix setiers de blé, une moitié de dîme.
- Villers-Franqueux (Villari Frainqueu): mairie avec moyenne et basse justice avec censive, bourgeoisie, aubaines, lods, ventes et des maisons jardin et vignes.